# Liste der Monuments historiques in Ruca
Die Liste der Monuments historiques in Ruca führt die Monuments historiques in der französischen Gemeinde Ruca auf.

## Liste der Bauwerke
| Bezeichnung                 | Beschreibung              | Standort | Kennzeichnung | Schutzstatus | Datum | Bild           |
| --------------------------- | ------------------------- | -------- | ------------- | ------------ | ----- | -------------- |
| Kapelle Notre-Dame de Hirel | Erbaut im 16. Jahrhundert | (Lage)   | PA00089575    | Inscrit      | 1953  | weitere Bilder |
| Kirche St-Pierre-St-Paul    | Erbaut im 16. Jahrhundert | (Lage)   | PA00089574    | Inscrit      | 1927  | weitere Bilder |

## Liste der Objekte

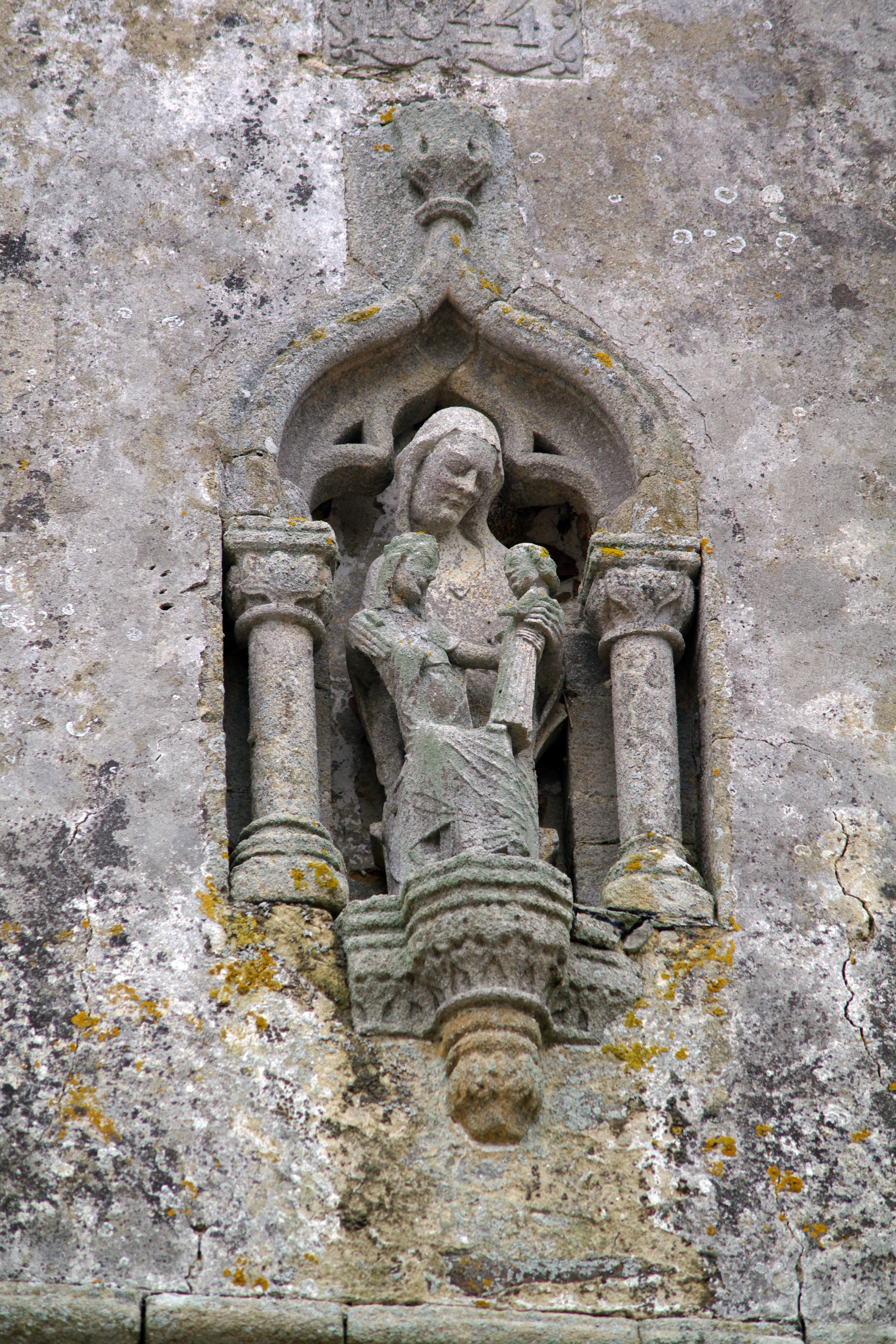
Skulptur Anna selbdritt (15. Jahrhundert) in der Kirche St-Pierre-St-Paul

- Monuments historiques (Objekte) in Ruca in der Base Palissy des französischen Kultusministeriums